# Sjeksna
Sjeksna (russisk: Шексна́, tr. Sjeksná) er en flod i Vologda oblast i Rusland.
Den er en biflod til venstre for Volga. Flodens kilde er Beloje ozero, og den udmunder i Rybinskreservoiret i Volga ved Tjerepovets. Floden er 139 kilometer lang, men de nedre dele blev oversvømmede ved, at de blev del af Rybinskreservoiret. Inden da var floden 400 kilometer lang og løb sammen med Volga ved Rybinsk. Sjeksna er en del af Volga-Østersøkanalen.